# CONCACAF Gold Cup 2007
Der CONCACAF Gold Cup 2007 war die 19. Ausspielung der Kontinentalmeisterschaft im Fußball für Nord-, Mittelamerika und der Karibik und 9. unter der Bezeichnung Gold Cup und fand vom 6. bis zum 24. Juni in den USA statt. Es war das dritte Mal, dass keine Gäste von anderen Kontinentalverbänden teilnahmen.
Die USA gewannen im Finale mit 2:1 gegen Mexiko und qualifizierten sich damit für den FIFA-Konföderationen-Pokal 2009 in Südafrika.

## Qualifikation

Karte der Teilnehmer

Am CONCACAF Gold Cup 2007 nahmen zwölf Nationalmannschaften aus Nord- und Zentralamerika sowie aus der Karibik teil.
Automatisch qualifiziert waren folgende Nationalmannschaften:
- Kanada
- Mexiko
- USA

Die Fußball-Karibikmeisterschaft 2007 war gleichzeitig Qualifikation für die Karibikzone. Die vier Halbfinalisten dieses Wettbewerbs qualifizierten sich für den Gold Cup. Nach diesem Wettbewerb standen folgende Mannschaften als Teilnehmer am Gold Cup 2007 fest:
- Guadeloupe
- Haiti
- Kuba
- Trinidad und Tobago

Die Qualifikation in Zentralamerika fand vom 8. Februar bis zum 18. Februar 2007 im Rahmen des UNCAF Nations Cup 2007 in San Salvador (El Salvador) statt. Sie wurde in zwei Gruppen zu vier bzw. drei Mannschaften ausgespielt. Die Erst- und Zweitplatzierten jeder Gruppe qualifizierten sich für den Gold Cup 2007, die beiden Gruppendritten ermittelten den fünften Teilnehmer aus Mittelamerika. Nach diesem Wettbewerb standen folgende Mannschaften als Teilnehmer am Gold Cup 2007 fest:
- Costa Rica
- El Salvador
- Guatemala
- Honduras
- Panama

## Spielorte
| Ort             | Stadion             | Kapazität | Spiele                           |
| --------------- | ------------------- | --------- | -------------------------------- |
| Chicago         | Soldier Field       | 61.500    | beide Halbfinalspiele und Finale |
| Miami           | Orange Bowl Stadium | 74.500    | 6 Gruppenspiele,                 |
| Foxborough      | Gillette Stadium    | 68.800    | 2 Gruppen-, 2 Viertelfinalspiele |
| Houston         | Reliant Stadium     | 71.500    | 2 Gruppen-, 2 Viertelfinalspiele |
| East Rutherford | Giants Stadium      | 80.000    | 4 Gruppenspiele                  |
| Carson          | Home Depot Center   | 27.000    | 4 Gruppenspiele                  |

## Modus
Die beiden ersten Mannschaften jeder Gruppe qualifizierten sich für das Viertelfinale. Zudem qualifizierten sich die beiden besten Gruppendritten für die Runde der besten acht Mannschaften.

## Vorrunde
Bei der Auslosung der Vorrundengruppen ergaben sich folgende Paarungen:

### Gruppe A
Die Spiele der Gruppe A wurden im Orange Bowl Stadium in Miami, Florida ausgetragen. Kanada als Gruppenerster und Costa Rica als Gruppenzweiter qualifizierten sich direkt für die nächste Runde. Guadeloupe qualifizierte sich als einer von zwei Gruppendritten für die KO-Runde.
| Pl. | Land       | Sp. | S | U | N | Tore    | Diff. | Punkte |
| --- | ---------- | --- | - | - | - | ------- | ----- | ------ |
| 1.  | Kanada     | 3   | 2 | 0 | 1 | 005:300 | +2    | 06     |
| 2.  | Costa Rica | 3   | 1 | 1 | 1 | 003:300 | ±0    | 04     |
| 3.  | Guadeloupe | 3   | 1 | 1 | 1 | 003:300 | ±0    | 04     |
| 4.  | Haiti      | 3   | 0 | 2 | 1 | 002:400 | −2    | 02     |

|               |   |            |     |
| 6. Juni 2007  |   |            |     |
| Costa Rica    | – | Kanada     | 1:2 |
| Guadeloupe    | – | Haiti      | 1:1 |
| 9. Juni 2007  |   |            |     |
| Kanada        | – | Guadeloupe | 1:2 |
| Haiti         | – | Costa Rica | 1:1 |
| 11. Juni 2007 |   |            |     |
| Costa Rica    | – | Guadeloupe | 1:0 |
| Haiti         | – | Kanada     | 0:2 |

### Gruppe B
Die ersten beiden Spieltage der Gruppe B wurden im Home Depot Center im kalifornischen Carson ausgetragen. Der letzte Spieltag fand im Gillette Stadium in Foxborough, Massachusetts statt. Die USA als Gruppenerster und Guatemala als Gruppenzweiter qualifizierten sich direkt für die nächste Runde.
| Pl. | Land                | Sp. | S | U | N | Tore    | Diff. | Punkte |
| --- | ------------------- | --- | - | - | - | ------- | ----- | ------ |
| 1.  | USA                 | 3   | 3 | 0 | 0 | 007:000 | +7    | 09     |
| 2.  | Guatemala           | 3   | 1 | 1 | 1 | 002:200 | ±0    | 04     |
| 3.  | El Salvador         | 3   | 1 | 0 | 2 | 002:600 | −4    | 03     |
| 4.  | Trinidad und Tobago | 3   | 0 | 1 | 2 | 002:500 | −3    | 01     |

|                     |   |                     |     |
| 7. Juni 2007        |   |                     |     |
| USA                 | – | Guatemala           | 1:0 |
| El Salvador         | – | Trinidad und Tobago | 2:1 |
| 9. Juni 2007        |   |                     |     |
| Guatemala           | – | El Salvador         | 1:0 |
| Trinidad und Tobago | – | USA                 | 0:2 |
| 12. Juni 2007       |   |                     |     |
| USA                 | – | El Salvador         | 4:0 |
| Trinidad und Tobago | – | Guatemala           | 1:1 |

### Gruppe C
Die ersten beiden Vorrundenspieltage der Gruppe C wurden im Giants Stadium in East Rutherford, New Jersey ausgetragen. Der letzte Spieltag fand komplett im Reliant Stadium in Houston, Texas statt. Honduras als Gruppenerster und Mexiko als Gruppenzweiter qualifizierten sich direkt für das Viertelfinale. Panama zog als bester Gruppendritter ebenfalls in die Runde der letzten acht ein.
| Pl. | Land     | Sp. | S | U | N | Tore    | Diff. | Punkte |
| --- | -------- | --- | - | - | - | ------- | ----- | ------ |
| 1.  | Honduras | 3   | 2 | 0 | 1 | 009:400 | +5    | 06     |
| 2.  | Mexiko   | 3   | 2 | 0 | 1 | 004:300 | +1    | 06     |
| 3.  | Panama   | 3   | 1 | 1 | 1 | 005:500 | ±0    | 04     |
| 4.  | Kuba     | 3   | 0 | 1 | 2 | 003:900 | −6    | 01     |

|               |   |          |     |
| 8. Juni 2007  |   |          |     |
| Panama        | – | Honduras | 3:2 |
| Mexiko        | – | Kuba     | 2:1 |
| 10. Juni 2007 |   |          |     |
| Honduras      | – | Mexiko   | 2:1 |
| Panama        | – | Kuba     | 2:2 |
| 13. Juni 2007 |   |          |     |
| Kuba          | – | Honduras | 0:5 |
| Mexiko        | – | Panama   | 1:0 |

### Drittplatzierte
| Pl. | Land        | Sp. | S | U | N | Tore    | Diff. | Punkte |
| --- | ----------- | --- | - | - | - | ------- | ----- | ------ |
| 1.  | Panama      | 3   | 1 | 1 | 1 | 005:500 | ±0    | 04     |
| 2.  | Guadeloupe  | 3   | 1 | 1 | 1 | 003:300 | ±0    | 04     |
| 3.  | El Salvador | 3   | 1 | 0 | 2 | 002:600 | −4    | 03     |

## Finalrunde
| Viertelfinale             | Viertelfinale | Viertelfinale |   |            | Halbfinale Chicago, Illinois | Halbfinale Chicago, Illinois | Halbfinale Chicago, Illinois |  |  | Finale Chicago, Illinois | Finale Chicago, Illinois | Finale Chicago, Illinois |
|                           |               |               |   |            |                              |                              |                              |  |  |                          |                          |                          |
| A1                        | Kanada        | 3             |   |            |                              |                              |                              |  |  |                          |                          |                          |
| B2                        | Guatemala     | 0             |   |            |                              |                              |                              |  |  |                          |                          |                          |
| B2                        | Guatemala     | 0             |   | Kanada     | 1                            |                              |                              |  |  |                          |                          |                          |
| Foxborough, Massachusetts |               |               |   | Kanada     | 1                            |                              |                              |  |  |                          |                          |                          |
|                           |               | USA           | 2 |            |                              |                              |                              |  |  |                          |                          |                          |
| B1                        | USA           | USA           | 2 | 2          |                              |                              |                              |  |  |                          |                          |                          |
| B1                        | USA           |               |   |            |                              |                              |                              |  |  |                          |                          |                          |
| 3                         | Panama        | 1             |   |            |                              |                              |                              |  |  |                          |                          |                          |
| 3                         | Panama        | 1             |   | USA        | 2                            |                              |                              |  |  |                          |                          |                          |
|                           |               |               |   | USA        | 2                            |                              |                              |  |  |                          |                          |                          |
|                           |               | Mexiko        | 1 |            |                              |                              |                              |  |  |                          |                          |                          |
| C1                        | Honduras      | Mexiko        | 1 | 1          |                              |                              |                              |  |  |                          |                          |                          |
| C1                        | Honduras      |               |   |            |                              |                              |                              |  |  |                          |                          |                          |
| 3                         | Guadeloupe    | 2             |   |            |                              |                              |                              |  |  |                          |                          |                          |
| 3                         | Guadeloupe    | 2             |   | Guadeloupe | 0                            |                              |                              |  |  |                          |                          |                          |
| Houston, Texas            |               |               |   | Guadeloupe | 0                            |                              |                              |  |  |                          |                          |                          |
|                           |               | Mexiko        | 1 |            |                              |                              |                              |  |  |                          |                          |                          |
| C2                        | Mexiko        | Mexiko        | 1 | V1V        |                              |                              |                              |  |  |                          |                          |                          |
| C2                        | Mexiko        |               |   |            |                              |                              |                              |  |  |                          |                          |                          |
| A2                        | Costa Rica    | 0             |   |            |                              |                              |                              |  |  |                          |                          |                          |

V Sieg nach Verlängerung

### Viertelfinale
|               |   |            |           |
| 16. Juni 2007 |   |            |           |
| Kanada        | – | Guatemala  | 3:0       |
| USA           | – | Panama     | 2:1       |
| 17. Juni 2007 |   |            |           |
| Honduras      | – | Guadeloupe | 1:2       |
| Mexiko        | – | Costa Rica | 1:0 n. V. |

### Halbfinale
|               |   |        |     |
| 21. Juni 2007 |   |        |     |
| Kanada        | – | USA    | 1:2 |
| Guadeloupe    | – | Mexiko | 0:1 |

### Finale
| USA                                        | USA | Mexiko | Mexiko |
| ------------------------------------------ | --- | --- | ------ |
| USA                                        | \| 24. Juni 2007 in Chicago (Soldier Field) \| \| Ergebnis: 2:1 (0:1) \| \| Zuschauer: 60.000 \| \| Schiedsrichter: Carlos Batres ( Guatemala) \| | \| 24. Juni 2007 in Chicago (Soldier Field) \| \| Ergebnis: 2:1 (0:1) \| \| Zuschauer: 60.000 \| \| Schiedsrichter: Carlos Batres ( Guatemala) \| | Mexiko |
| USA                                        | Tim Howard – Carlos Bocanegra, Pablo Mastroeni (46. Ricardo Clark), Benny Feilhaber, DaMarcus Beasley, Clint Dempsey (68. Taylor Twellman), Landon Donovan, Brian Ching, Jonathan Bornstein, Jonathan Spector (72. Frank Simek), Oguchi Onyewu Cheftrainer: Bob Bradley | Oswaldo Sánchez – Jonny Magallón, Carlos Salcido, Rafael Márquez, Ricardo Osorio, Alberto Medina (78. Cuauhtémoc Blanco), Pável Pardo, Jared Borgetti (40. Omar Bravo), Jaime Lozano (81. Adolfo Bautista Herrera), Andrés Guardado, Nery Castillo Cheftrainer: Hugo Sánchez | Mexiko |
| USA                                        | 1:1 Landon Donovan (62.) 2:1 Benny Feilhaber (72.) | 0:1 Andrés Guardado (44.) | Mexiko |
| USA                                        | Carlos Bocanegra (9.), Pablo Mastroeni (33.), Brian Ching (75.), DaMarcus Beasley (85.), Frank Simek (86.) | Alberto Medina (17.), Jonny Magallón (60.) | Mexiko |
| 24. Juni 2007 in Chicago (Soldier Field)   | | |        |
| Ergebnis: 2:1 (0:1)                        | | |        |
| Zuschauer: 60.000                          | | |        |
| Schiedsrichter: Carlos Batres ( Guatemala) | | |        |

## Beste Torschützen
| Rang | Spieler           | Tore |
| ---- | ----------------- | ---- |
| 1    | Carlos Pavón      | 5    |
| 2    | Landon Donovan    | 4    |
| 3    | Dwayne De Rosario | 3    |
|      | Ali Gerba         | 3    |
|      | Carlo Costly      | 3    |
|      | Blas Pérez        | 3    |
|      | Walter Centeno    | 3    |

## Auszeichnungen
| Torschützenkönig | Most Valuable Player | Bester Torhüter | Fair Play Award |
| ---------------- | -------------------- | --------------- | --------------- |
| Carlos Pavón     | Julian de Guzmán     | Franck Grandel  | Honduras        |

Mannschaft des Turniers
| Torhüter       | Abwehr                                                      | Mittelfeld                                                  | Stürmer                 |
| -------------- | ----------------------------------------------------------- | ----------------------------------------------------------- | ----------------------- |
| Franck Grandel | Felipe Baloy Richard Hastings Frankie Hejduk Carlos Salcido | Walter Centeno Julian de Guzmán Pablo Mastroeni Pável Pardo | Carlos Pavón Blas Pérez |

Ersatzspieler
| Torhüter              | Abwehr                         | Mittelfeld                       | Stürmer                        |
| --------------------- | ------------------------------ | -------------------------------- | ------------------------------ |
| José Francisco Porras | Samuel Caballero Paul Stalteri | DaMarcus Beasley Andrés Guardado | Jocelyn Angloma Landon Donovan |